# Haplochromis nubilus
Haplochromis nubilus là một loài cá thuộc họ Cichlidae. Nó là loài đặc hữu của Kenya. Các môi trường sống tự nhiên của chúng là sông, hồ nước ngọt, và đầm nước ngọt. 